# Valentin Friedel
Valentin Friedel (* 9. November 1859 in Waldauerbach, Großherzogtum Baden; † 10. Oktober 1932) war ein deutscher Bürgermeister, Landwirt und Landtagsabgeordneter.

## Leben
Valentin Friedel wurde als ältestes Kind des Waldauerbacher „Rossbauern“ und Bürgermeisters Johann Valentin Friedel und seiner ersten Ehefrau Margaretha geb. Grünwald in Waldauerbach im badischen Odenwald nahe Mudau geboren. Er heiratete im Jahr 1888 Anna Schölch, mit ihr hatte er sieben Kinder.
Friedel war – wie sein Vater – Bürgermeister seines Heimatorts Waldauerbach. In der Umbruchszeit nach dem Ende des Ersten Weltkriegs war er 1919 vorübergehend im Arbeiter- und Soldatenrat von Mudau, ehe er von 1923 bis 1925 Mitglied der 2. Kammer des Landtags der Republik Baden war; er gehörte der Deutschen Zentrumspartei an.